# Yelena Sazonénkova
Yelena Sazonénkova (Riga, Letonia, 22 de octubre de 1973) es una gimnasta artística soviética que consiguió ser campeona mundial en 1989 en el concurso por equipos.

## 1989
En el Mundial celebrado en Stuttgart (Alemania) consigue una medalla de oro por equipos —por delante de Rumania y China—, siendo sus compañeras de equipo: Natalia Laschenova, Olga Strazheva, Svetlana Boginskaya, Olesia Dudnik y Svetlana Baitova.